# Enamorándome de Ramón
Enamorándome de Ramón es una telenovela mexicana producida por Lucero Suárez para Televisa y transmitida por Las Estrellas en 2017. Es una adaptación de la telenovela venezolana Tomasa Tequiero, original de Doris Seguí.
Está protagonizada por José Ron y Esmeralda Pimentel; y con las participaciones antagónicas de Nuria Bages, Marcelo Córdoba, Gonzalo Peña, Fabiola Guajardo, Alfredo Gatica y Luz Elena González. Cuenta además con las actuaciones estelares de Marisol del Olmo, Sachi Tamashiro, Arturo Carmona y el primer actor Carlos Bracho.

## Sinopsis
Fabiola y Andrea organizan una fiesta de bienvenida sorpresa para sus papás que regresan de Europa. Reúnen a toda la familia Medina, quienes quedan impactados al enterarse de que nunca llegarán, debido a que el avión en que viajaban tuvo un accidente y no hubo sobrevivientes.
Se lleva a cabo la lectura del testamento, en donde sorpresivamente Juana, nana y sirvienta de las Medina, es la beneficiaria de un seguro de vida por un millón de dólares. Todos quieren quitarle ese dinero.
En Tijuana, Ramón trabaja como chofer de limosinas, durante un servicio ayuda a escapar a Sofía, novia fugitiva, hija de un capo muy peligroso. Durante la huida surge una atracción entre Sofía y Ramón, que Sofía termina por miedo a que los matones de su papá le hagan daño. Ramón decide regresar junto a Juana, su mamá y buscar trabajo como mecánico que es su verdadera profesión.
Fabiola entra a trabajar al taller mecánico de la familia, para demostrar que es responsable. Antonio contrata a Ramón por ser un excelente mecánico, a pesar de la molestia de Fabiola, quien cree que regresó de Tijuana para disfrutar del millón de dólares que recibió Juana. Con el tiempo, Fabiola y Ramón se enamoran, sin importarles las diferencias sociales que los separan.
Fabiola estaba comprometida con Francisco, un doctor que quiere aprovecharse de su dinero. Francisco se molesta al creer que Fabiola termina con él por andar con un mecánico.
Hortensia, abuela de Fabiola, no ve con buenos ojos que su nieta sea novia de un mecánico. Hortensia odia a Juana y Ramón y nunca mide las consecuencias para hacerles la vida difícil, prefiere que el dinero se pierda, antes de que quede en manos de la sirvienta.
Hortensia y Francisco no cesarán en su lucha hasta ver a Fabiola y Ramón separados.
Andrea es incondicional de su hermana Fabiola, se queda muda por la impresión que le causa la muerte de sus padres. Andrea siempre ha estado enamorada de Jorge, a pesar de ser primos hermanos.
Julio, hermano de Ricardo, es adicto al juego y su principal interés es ganarse la confianza de Juana, para poder manejar el millón de dólares. Juana también es cortejada por Pedro, el abogado de la familia, que la apoya para que pueda cobrar el seguro de vida.
A pesar de todas las dificultades, obstáculos e intrigas, a Fabiola y a Ramón les queda claro que el motor de la vida es el amor.

## Elenco
- José Ron - Ramón López Ortiz
- Esmeralda Pimentel - Fabiola Medina Fernández
- Nuria Bages - Hortensia Requena Vda. de Medina
- Marisol del Olmo - Juana López Ortiz
- Marcelo Córdoba - Julio Medina Requena
- Luz Elena González - Roxana Herrera Rubio de Fernández
- Arturo Carmona - Antonio Fernández Rivas
- Lisset - Virginia Sotomayor de Medina
- Carlos Bracho - Pedro Lamadrid
- Alejandro Ibarra - Porfirio Rodríguez
- Fabiola Guajardo - Sofía Vázquez
- Pierre Angelo - Benito Suárez Solórzano
- Bárbara Torres - Luisa Navarro León
- Claudia Martín - Andrea Medina Fernández
- Pierre Louis - Jorge Medina Sotomayor / Jorge Ramírez Pascual
- María Alicia Delgado - Fredesvinda Solórzano Carrillo Vda. de Suárez
- Rebeca Mankita - Emilia Gómez
- Sachi Tamashiro - Margarita Medina Requena
- Gonzalo Peña - Francisco Santillán Bustamante
- Alfredo Gatica - Raúl Grijalba Solórzano "Rulo"
- Ana Jimena Villanueva - Dalia Flores Navarro
- Diego Escalona - Diego Fernández Herrera
- Sugey Ábrego - Adalgisa
- Alejandro Valencia - Valente Esparza
- Iván Amozurrutia - Osvaldo Medina Sotomayor
- Stephanie Bumelcrownd - Sara Soler
- Marlene Kalb - Susana Wolf Gómez
- Jorge Ortín - Luis "Lucho"
- Alejandro Peniche - Agustín Curiel
- Fernanda Vizzuet - Verónica Sahagún
- Alejandro Muela - Alfonso "Poncho"
- Solkin Ruz - Salvador Mireles Arriaga "Chava"
- José Luis Badalt - Darío González
- Eduardo Shacklett - Ricardo Medina Requena
- Lupita Jones - Catalina "Katy" Fernández Rivas de Medina
- Benny Ibarra - Rosendo Vázquez "el Bocanegra"
- Rossana San Juan - Ofelia Manríquez
- José Pablo Minor - Santiago Iriarte
- Rodrigo Vidal[11]- Delfino Rovira Sarmiento "Finito"
- Kevin Holt - Güero
- Gerardo Murguía - Daniel Ruiz
- Héctor Cruz - Cuéllar
- Alfonso Iturralde - Pablo Méndez
- Juan Alejandro Ávila - Jacinto
- René Mussi - Carlos Garcés
- Beng Zeng - Teófilo
- Flor Martino - Rebeca Montenegro
- Ricardo Fernández Rue - Edmundo Pastrana
- Beatriz Moreno - Madre Anselma[12]
- Ruth Rosas - Dora, reclusa
- Rafael Amador - Dr. Puell
- Benjamín Islas - Juez
- Daniel Chávez Camacho - Leandro, ladrón de MedFer
- Lenny Zundel - Dr. Linares
- Esteban Franco - Vicente Figueroa
- Magda Karina - Reyna
- Sergio Acosta - Asaltante de Sofia
- Gerardo Santínez - Investigador
- Carlos Barragán - Manolo Estrada "el Palomo"
- Eduardo Marban - Timoteo
- Josè Luis Moctezuma - Sacristán

## Producción
Las grabaciones comenzaron el 1 de diciembre de 2016 en foro y concluyeron oficialmente el 27 de junio de 2017 en Veracruz.

## Versiones
- Tomasa Tequiero, producida por la cadena venezolana Venevisión entre 2009 y 2010, estuvo protagonizada por Gledys Ibarra y con las actuaciones co-protagónicas de Carlos Montilla, Nohely Arteaga, Carlos Cruz, María Antonieta Duque y Emma Rabbe.[14]

## Premios y nominaciones

### Premios TVyNovelas 2018
| Categoría                | Nominados                                                      | Resultado |
| ------------------------ | -------------------------------------------------------------- | --------- |
| Mejor telenovela         | Lucero Suárez                                                  | Nominada  |
| Mejor guion o adaptación | Lucero Suárez, Carmen Sepúlveda, Edwin Valencia y Luis Reynoso | Nominados |
| Mejor actor protagónico  | José Ron                                                       | Nominado  |
| Mejor villana            | Luz Elena González                                             | Nominada  |
| Mejor villano            | Alfredo Gatica                                                 | Nominado  |
| Mejor actriz coestelar   | Marisol del Olmo                                               | Nominada  |
| Mejor actriz juvenil     | Claudia Martín                                                 | Nominada  |